# Aleksandar Tsankov
Alejandro Tsolov Tsankov (en búlgaro: Александър Цолов Цанков, romanizado: Aleksandar Tsolov Tsankov; Oriájovo, 29 de junio de 1879 - Buenos Aires, 17 de julio de 1959) fue un político búlgaro de ideologías nacionalistas y conservadoras. Ocupó el cargo de primer ministro de Bulgaria entre el 9 de junio de 1923 y el 4 de enero de 1926, además de un breve período como jefe del gobierno búlgaro en el exilio durante la Segunda Guerra Mundial.

## Biografía

### Inicios
Tras haber estudiado en la Universidad de Sofía, Tsankov obtuvo en 1910 una plaza como profesor de economía política. Demócrata-socialista comprometido, se decantó progresivamente sin embargo hacia posiciones más conservadoras, y en 1922 se convirtió en el dirigente de la oposición ante el primer ministro Alejandro Stamboliski, líder del Partido Agrario.

### Jefe de gobierno de Bulgaria
Al año siguiente, Tsankov jugó un papel primordial en el golpe de Estado de 1923 que hizo caer al Gobierno agrario y asesinó al presidente Alejandro Stamboliski; inmediatamente, la «Unión Nacional», la nueva coalición en el poder, le nombró jefe de gobierno. Tsankov llevó a cabo entonces una política interior plenamente personalista, marcada por una brutal e implacable represión sobre agrarios y comunistas. Bulgaria entró en un período de desgobierno y de actos de terrorismo, hasta el punto que se calcula una cifra de víctimas cercana a las 20.000 personas.
En 1925, Tsankov completó su poder personal instaurando la ley marcial como respuesta al atentado en la Catedral de Sveta-Nedelya, que pretendía golpear simultáneamente tanto al Gobierno como al zar Boris III.
Este Terror Blanco en Bulgaria y la creciente inseguridad que comportaba, unido al afloramiento de la corrupción, acabaron por provocar un profundo rechazo y su Gobierno fue sustituido por otro más moderado, dirigido por Andréi Liapchev. Sin embargo, Tsankov no abandonó el poder, ya que inmediatamente se convirtió en el jefe de la Asamblea Nacional y, en 1930, en ministro de Instrucción Pública.

### Paso abierto al fascismo
Tsankov, admirador de los regímenes autoritarios, se acercaba cada vez más a las nacientes ideas fascistas, pasando a ser incluso un ferviente admirador y un defensor de Adolf Hitler. De este modo, en 1932 fundó su propio partido nacional-socialista llamado Movimiento Social Nacional, tomando como modelo al Partido Nazi de Alemania.
El Zveno, el partido conservador y populista búlgaro liderado por Kimon Georgiev, tomó el poder mediante un golpe de Estado el 19 de mayo de 1934 y empezó a desarrollar una política basada en el populismo tomando como ejemplo a la Italia fascista y acaparando el poder con un esquema de amplia represión política contra sindicatos y otros partidos. De ese modo, el partido fundado por Tsankov cayó paulatinamente en el olvido, siendo marginado incluso por el régimen alemán al que admiraba. Durante la Segunda Guerra Mundial el régimen del Zveno, apoyado por el mismo rey Boris III, aumentó su control sobre el país y se alió a Italia y Alemania, incrementando el aislamiento político de Tsankov (véase al respecto Bulgaria durante la Segunda Guerra Mundial).
Cuando en setiembre de 1944 Bulgaria cambió de bando tras la entrada en el país del Ejército Rojo el 9 de setiembre de ese año, Tsankov huyó de su país y fue llamado por los nazis para dirigir un "Gobierno búlgaro en el exilio" establecido en Viena (Austria), opuesto al nuevo régimen del Frente de la Patria establecido en Bulgaria, éste por su lado condenó a Tsankov en ausencia por "apoyar los crímenes del fascismo". Tsankov nunca tuvo apoyos significativos para su "gobierno exiliado" y en febrero de 1945 los nazis le instalaron en una pequeña localidad alpina austriaca.

## Final de la guerra y exilio
Tras la derrota alemana en la Segunda Guerra Mundial, Tsankov fue arrestado por los estadounidenses en abril de 1945, siendo mantenido por varios meses en un campo de prisioneros en Austria, quienes rehusaron extraditarlo a Bulgaria. Puesto en libertad, emigró a Argentina, donde vivió modestamente y escribió dos libros de memorias que solo fueron accesibles al público búlgaro desde 1990. Políticamente apoyó que la oposición búlgara anticomunista se alineara con el ex rey Simeón de Bulgaria y falleció en la ciudad de Buenos Aires el 17 de julio de 1959.